# Доня Биоча (община Илияш)
Доня Биоча (на босненски: Donja Bioča; на сръбски: Доња Биоча) е село в Босна и Херцеговина, Федерация Босна и Херцеговина, Сараевски кантон, община Илияш. Според Националната статистическа служба на Босна и Херцеговина през 2013 г. селото има 126 жители.